# Ольденбург (футбольний клуб)
«Ольденбу́рг» (нім. «VfB Oldenburg») — німецький футбольний клуб з Ольденбурга. Заснований 1897 року.